# Formats de films
 (novembre 2019).
Si vous disposez d'ouvrages ou d'articles de référence ou si vous connaissez des sites web de qualité traitant du thème abordé ici, merci de compléter l'article en donnant les références utiles à sa vérifiabilité et en les liant à la section « Notes et références ».
Le format est originellement celui de la taille du photogramme, c'est-à-dire la surface utilisée pour enregistrer l'image sur une pellicule. Il correspond à la largeur totale de la pellicule, son et perforations comprises dans le cas des films cinématographiques. Plus le format est grand, plus les appareils et les objectifs sont volumineux et difficiles à manipuler. Ainsi, selon sa largeur, une pellicule est plutôt vouée à un usage professionnel ou amateur, les formats amateurs tendant à être plus petits.
Pour les supports pellicule, il faut distinguer formats cinématographiques et formats photographiques, car les films photographiques de ces derniers n'incluent pas de bande son ni de perforations.
Avec l'évolution des techniques et supports de diffusion, les formats des productions cinématographiques se sont diversifiés et ne sont plus limités aux formats de pellicule cinématographique. De plus, le terme de "film" est devenu dans le vocabulaire courant un synonyme de production cinématographique. Il faut donc faire une différence entre formats des films (sous-entendu pelliculaires, photographiques ou cinématographiques), formats de l'image (support physique ou numérique confondus) et formats des films (sous-entendu des productions cinématographiques, formats numériques inclus).

## Formats des films photographiques
| 35 mm                 | Le 35 mm (ou format 135) est le format le plus connu, un rouleau de 35 mm offre 24 ou 36 photos. |
| Moyen Format (ou 120) | Le moyen format (ou pellicule 120) mesure 6 cm de large. Les appareils photo compatibles avec le 120 permettent de produire différents formats d'image, par exemple 6 × 4,5, 6 × 6 et 6 × 7. En fonction de ces formats, le moyen format donnera entre 10 et 16 photos par pellicule. |
| Grand Format          | Le grand format (également appelé sheet film) est le format le plus ancien, et il est encore très utilisé. Il est composé de feuilles de pellicules individuelles, qui s'insèrent dans un châssis fermé duquel se retire un rideau lorsque la plaque est à l'intérieur du corps de la caméra. En ouvrant ensuite l'obturateur, l'émulsion est imprimée. Celui-ci est, sans trop de variations, le système qui s'utilisait aux débuts de la photographie. Les tailles les plus courantes sont 4×5 et 8×10. En raison de son coût et de sa grande taille, le grand format est beaucoup moins utilisé que le 35 mm et le moyen format. |
| Pellicule 110         | La pellicule 110 (également appelée pellicule de poche) a un négatif qui fait la moitié de la taille d'une pellicule de 35 mm. La 110 a également un système de chargement différent. Il est disposé dans une unité avec deux conteneurs séparés pour les pellicules exposées et non exposées et ne nécessite donc pas de rembobinage, à l'inverse du 35mm. |
| Pellicule 127         | La pellicule 127 a une largeur de 46 mm, ce qui la place entre les pellicules moyen format et 35 mm. De nos jours, elle est rare, mais la pellicule 127 peut encore être trouvée et utilisée dans des appareils photo vintage tels que le Kodak Brownie Reflex Synchro et le Rolleiflex 4×4 (Gray Baby). |

## Formats des films cinématographiques
| 8 mm     | Format amateur. Souvent confondu avec le Super 8, bien que le format de l'image qui en résulte soit en réalité différent : l'image mesure 0,41 cm x 0,58cm sur une pellicule Super 8, contre 0,33 x 0,45 cm pour une pellicule 8mm standard.                                                                                              |
| Super 8  | Si le Super 8 est techniquement un format 8mm également (image, bande son et perforations comprises), la taille de l'image qu'il propose par rapport à une pellicule standard de cet épaisseur est supérieure, dont son nom de "super." Ce format "a été commercialisé par Kodak en 1965 pour remplacer le 8mm auprès du public amateur." |
| 16 mm    | Format dit substandard, à la frontière entre les amateurs et les professionnels. Introduit en 1923, c'est le premier format à permettre une projection de grandeur et luminosité suffisantes pour une grande salle. |
| Super 16 | Format de prises de vues commercialisé en 1970 qui permet d'enregistrer une image panoramique sur un format substandard (16 mm). |
| 35 mm    | Format standard, le plus utilisé aujourd'hui, introduit en 1889 par Edison. Il a 4 perforations des deux côtés. Il est le plus commun au cinéma, l'impression des images se fait sur un film de 35mm de large, mais la dimension de chaque photogramme est de 16 mm × 22 mm.                                                              |
| 70 mm    | Développé en 1955 pour des projections d'écran large. Il offre une image large de haute résolution (bien supérieure aux 35 mm). 5 mm sur 70 mm sont destinés à six bandes de son. |

## Formats des productions cinématographiques (films au sens commun)

### Format de projection traditionnels (pellicule)
Dans ce cas, il ne s'agit pas de la largeur totale du film, mais seulement de la partie carrée de la pellicule destinée exclusivement à l'image. Ce format peut s'exprimer de deux manières :
- Comme le produit de ses deux dimensions ;
- Comme le quotient entre la largeur et la hauteur nommé aspect ratio

Pour le format de pellicule de 35 mm ainsi que celui de 70 mm, il y a plusieurs formats d'exposition, qui détermineront les dimensions réelles de la projection du film sur un écran.
| 35 mm 1.33 - 4:3 - 18 mm × 24 mm                   | Dit "Full Frame" : C'est le format original pour des films muets. Sa forme ressemble à un carré. L'image occupe le plus possible du carré du film, même l'espace pour la bande sonore. |
| 1.37 - 16 mm × 22 mm                               | Format 1.37 TV ou format académique: il est utilisé pour les copies destinées à la télévision. Il naît à la suite de l'incorporation du son dans les films. La hauteur se réduit aussi pour avoir une proportion agréable. |
| 1.66 - 13,25 mm × 22 mm Et 1.85 - 11,85 mm × 22 mm | À partir de 1955. Pour affronter la concurrence faite par la TV, des écrans plus grands ont dû être créés. Comme c'était difficile de faire des écrans plus hauts et les faire rentrer dans les cinémas déjà construits, les formats ont pris la forme paysagée. 13,25 (système européen) et 11,85 (système américain). Lorsque ces films sont diffusés à la télévision, on leur ajoute une frange noire au dessus et au dessous pour maintenir la proportion d'aspect. |
| 2.59                                               | Cinérama : pour continuer à concurrencer la TV, en 1952 Fred Walker propose un système basé sur les 35 mm où l'idée principale est de filmer avec trois caméras simultanément et projeter également avec trois projecteurs synchronisés. Le système n'a pas fonctionné car il était très coûteux. |
| 2.35 - 18,66 mm × 22 mm                            | CinemaScope : l'image de ce négatif est comprimée latéralement, à travers des objectifs appelés anamorphiques. Pendant la projection, un autre ensemble d'objectifs anamorphiques mais qui font l'effet contraire le décompressent. Le résultat de cette décompression donne un aspect ratio de 2.35 |
| 1.5                                                | VistaVision : Format panoramique inventé par Paramount en 1958. Il n'utilise pas d'objectif anamorphique, puisqu'il projette le négatif en horizontal. L'idée est d'offrir un film avec moins de grain que le Cinémascope. Comme la plupart des salles utilisaient le cinémascope, ce format n'a pas très bien fonctionné, même si en 1977 il éprouva une petite renaissance grâce à l'expérience de George Lucas.                                                      |
| 70 mm1,43 - 69,6 mm × 48,5 mm                      | IMAX : il offre une résolution beaucoup plus élevée que la normale, avec beaucoup plus de luminosité et il permet des projections sur des écrans de 22 × 16,1 mm. Comme vistavision, avec ce système la pellicule défile horizontalement par le projecteur. Omnimax est une variante de imax, qui se projette sur un écran à forme angulée. |

### Le passage du cinéma à la télévision
La diffusion des films à la télévision a été la cause de l'émergence d'un conflit de formats. La télévision obligeait à déformer l'image des films panoramiques pour qu'ils puissent rentrer dans l'écran. Les images restaient donc allongées puisqu'elles étaient comprimées par les côtés. Ce problème fut résolu lorsque des côtés supérieurs et inférieurs à la pellicule furent introduits. De cette manière, les films se voyaient dans leur format et les déformations étaient évitées lors des projections sur le téléviseur.

### Le format DV (digital video)
C'est le format avec lequel filment une bonne partie des caméras vidéo domestiques, mais qui n'enregistrent pas en HD. Comme c'est un format numérique, il n'y a pas besoin de faire de conversion. L'information que reçoit l'ordinateur en transférant les données de la caméra est exactement la même que celle enregistrée par la caméra.
Ainsi donc, ce format admet différentes options :
| PAL  | 720 × 576 (625 lignes), 25 fps    |
| NTSC | 720 × 480 (525 lignes), 29,97 fps |

Il est aussi possible de définir différentes qualités en ce qui concerne le son :
| 48 kHz     | 16 bits - Recommandable pour qualité DVD |
| 4 à 32 kHz | 12 bits                                  |

De ce format dérivent les formats DVCPRO et DVCAM, qui se différencient par le format de soutien (le ruban) et par plusieurs aspects de qualité. Ces formats sont une amélioration par rapport au format DV.

### Le format HDV (vidéo à haute définition)
Il apparaît au Japon en 2003, annoncé par la corporation de marques : Sony, Canon et Sharp et utilise l'algorithme de compression MPEG2 ou MPEG4.
Il y a deux spécifications pour ce format :
| HDV-1 | 720 p - 1 280 × 720 px     | 16:9 |
| HDV-2 | 1 080 p - 1 440 × 1 080 px | 16:9 |

En ce qui concerne l'audio :
| 48 kHz | 16 bits |